# Radek Štěpánek
Radek Štěpánek (Karviná, 27 november 1978) is een voormalig Tsjechische tennisser.

## Carrière
Štěpánek speelt professioneel tennis sinds 1996. Hij is rechtshandig. Hij begon zijn carrière als dubbelspecialist, maar heeft zich sinds 2002 ook toegelegd op het enkelspel. Zijn hoogste positie op de ATP-wereldrijst was de achtste positie die hij bereikte op 10 juli 2006.
De beste Grandslamprestatie van Štěpánek was de kwartfinale die hij behaalde bij Wimbledon 2006. In februari 2009 presteerde Štěpánek het om in één toernooi (ATP-toernooi van San José) zowel het enkel- als het dubbelspel op zijn naam te schrijven.

## Palmares
| Legenda                       | Legenda               |
| ----------------------------- | --------------------- |
| Grand Slam                    |                       |
| Olympische Spelen             |                       |
| tot 2009                      | vanaf 2009            |
| Tennis Masters Cup            | ATP Finals            |
| ATP Masters Series            | ATP Tour Masters 1000 |
| ATP International Series Gold | ATP Tour 500          |
| ATP International Series      | ATP Tour 250          |

### Enkelspel
| Nr.                  | Datum             | Toernooi            | Ondergrond    | Tegenstander in finale | Score          | Details  |
| -------------------- | ----------------- | ------------------- | ------------- | ---------------------- | -------------- | -------- |
| Gewonnen finales     |                   |                     |               |                        |                |          |
| 1.                   | 26 februari 2006  | ATP Rotterdam       | Hardcourt (i) | Christophe Rochus      | 6-0, 6-3       | Details  |
| 2.                   | 22 juli 2007      | ATP Los Angeles     | Hardcourt     | James Blake            | 7-6, 5-7, 6-2  | Details  |
| 3.                   | 11 januari 2009   | ATP Brisbane        | Hardcourt     | Fernando Verdasco      | 3-6, 6-3, 6-4  | Details  |
| 4.                   | 15 februari 2009  | ATP San José        | Hardcourt     | Mardy Fish             | 3-6, 6-4, 6-2  | Details  |
| 5.                   | 7 augustus 2011   | ATP Washington      | Hardcourt     | Gaël Monfils           | 6–4, 6–4       | Details  |
| Verloren finales     |                   |                     |               |                        |                |          |
| 1.                   | 1 november 2004   | ATP Parijs          | Tapijt (i)    | Marat Safin            | 3-6, 6-7, 3-6  | Details  |
| 2.                   | 31 januari 2005   | ATP Milaan          | Tapijt (i)    | Robin Söderling        | 3-6, 7-6, 6-7  | Details  |
| 3.                   | 26 september 2005 | ATP Ho Chi Minhstad | Tapijt (i)    | Jonas Björkman         | 3-6, 6-7       | Details  |
| 4.                   | 21 mei 2006       | ATP Hamburg         | Gravel        | Tommy Robredo          | 1-6, 3-6, 3-6  | Details  |
| 5.                   | 24 februari 2008  | ATP San José        | Hardcourt     | Andy Roddick           | 4-6, 5-7       | Details  |
| 6.                   | 22 februari 2009  | ATP Memphis         | Hardcourt (i) | Andy Roddick           | 5-7, 5-7       | Details  |
| 7.                   | 4 januari 2010    | ATP Brisbane        | Hardcourt     | Andy Roddick           | 6-7(2), 6-7(7) | Details  |
| Gewonnen challengers |                   |                     |               |                        |                |          |
| 1.                   | 3 augustus 1998   | Segovia             | Hardcourt     | Alex Rădulescu         | 7-5, 7-5       | 7-5, 7-5 |
| 2.                   | 2 juni 2003       | Prostejov           | Gravel        | Mariano Puerta         | 7-5, 6-3       | 7-5, 6-3 |
| 3.                   | 31 mei 2004       | Prostejov           | Gravel        | Michal Tabara          | 7-6, 7-5       | 7-6, 7-5 |
| 4.                   | 3 juni 2013       | Prostejov           | Gravel        | Jiří Veselý            | 6-4, 6-2       | 6-4, 6-2 |
| 5.                   | 23 september 2013 | Orléans             | Hardcourt     | Leonardo Mayer         | 6-3, 6-4       | 6-3, 6-4 |
| 6.                   | 30 september 2013 | Bergen              | Hardcourt     | Igor Sijsling          | 6-3, 7-5       | 6-3, 7-5 |

### Dubbelspel
| Nr.                          | Datum             | Toernooi         | Ondergrond    | Partner                | Tegenstanders in finale         | Score               | Details |
| ---------------------------- | ----------------- | ---------------- | ------------- | ---------------------- | ------------------------------- | ------------------- | ------- |
| Gewonnen finales herendubbel |                   |                  |               |                        |                                 |                     |         |
| 1.                           | 26 april 1999     | ATP Praag        | Gravel        | Martin Damm            | Mark Keil Nicolás Lapentti      | 6–0, 6–2            | Details |
| 2.                           | 9 april 2001      | ATP Estoril      | Gravel        | Michal Tabara          | Donald Johnson Nenad Zimonjić   | 6–4, 6–1            | Details |
| 3.                           | 30 april 2001     | ATP München      | Gravel        | Petr Luxa              | Jaime Oncins Daniel Orsanic     | 5–7, 6–2, 7–6(5)    | Details |
| 4.                           | 8 oktober 2001    | ATP Wenen        | Hardcourt (i) | Martin Damm            | Jiří Novák David Rikl           | 6–3, 6–2            | Details |
| 5.                           | 29 april 2002     | ATP München      | Gravel        | Petr Luxa              | Petr Pála Pavel Vízner          | 6–0, 6–7(4), [11–9] | Details |
| 6.                           | 27 januari 2003   | ATP Milaan       | Tapijt (i)    | Petr Luxa              | Tomáš Cibulec Pavel Vízner      | 6–4, 7–6(4)         | Details |
| 7.                           | 16 februari 2004  | ATP Rotterdam    | Hardcourt (i) | Paul Hanley            | Jonathan Erlich Andy Ram        | 5–7, 7–6(5), 7–5    | Details |
| 8.                           | 12 juli 2004      | ATP Stuttgart    | Gravel        | Jiří Novák             | Simon Aspelin Todd Perry        | 6–2, 6–4            | Details |
| 9.                           | 13 september 2004 | ATP Delray Beach | Hardcourt     | Leander Paes           | Gastón Etlis Martín Rodríguez   | 6–0, 6–3            | Details |
| 10.                          | 7 februari 2005   | ATP Marseille    | Hardcourt (i) | Martin Damm            | Mark Knowles Daniel Nestor      | 7–6(4), 7–6(5)      | Details |
| 11.                          | 21 februari 2005  | ATP Dubai        | Hardcourt     | Martin Damm            | Jonas Björkman Fabrice Santoro  | 6–2, 6–4            | Details |
| 12.                          | 13 februari 2006  | ATP Marseille    | Hardcourt (i) | Martin Damm            | Mark Knowles Daniel Nestor      | 6–2, 6–7(4), [10–3] | Details |
| 13.                          | 15 februari 2009  | San Jose         | Hardcourt (i) | Tommy Haas             | Rohan Bopanna Jarkko Nieminen   | 6–2, 6–3            | Details |
| 14.                          | 28 januari 2012   | Australian Open  | Hardcourt     | Leander Paes           | Bob Bryan Mike Bryan            | 7–6(1), 6–2         | Details |
| 15.                          | 31 maart 2012     | ATP Miami        | Hardcourt     | Leander Paes           | Maks Mirni Daniel Nestor        | 3–6, 6–1, [10–8]    | Details |
| 16.                          | 14 oktober 2012   | ATP Shanghai     | Hardcourt     | Leander Paes           | Rohan Bopanna Mahesh Bhupathi   | 6-7(7), 6-3, [10-5] | Details |
| 17.                          | 7 september 2013  | US Open          | Hardcourt     | Leander Paes           | Alexander Peya Bruno Soares     | 6-3, 6-1            | Details |
| 18.                          | 26 juli 2015      | ATP Bogota       | Hardcourt     | Édouard Roger-Vasselin | Mate Pavić Michael Venus        | 7-5, 6–3            | Details |
| Verloren finales herendubbel |                   |                  |               |                        |                                 |                     |         |
| 1.                           | 26 augustus 2001  | ATP Long Island  | Hardcourt     | Leoš Friedl            | Jonathan Stark Kevin Ullyett    | 1-6, 4-6            | Details |
| 2.                           | 30 september 2001 | ATP Hongkong     | Hardcourt     | Petr Luxa              | Karsten Braasch André Sá        | 0-6, 5-7            | Details |
| 3.                           | 17 februari 2002  | ATP Kopenhagen   | Hardcourt (i) | Jiří Novák             | Julian Knowle Michael Kohlmann  | 6-7(8), 5-7         | Details |
| 4.                           | 8 september 2002  | US Open          | Hardcourt     | Jiří Novák             | Maks Mirni Mahesh Bhupathi      | 3-6, 6-3, 4-6       | Details |
| 5.                           | 13 oktober 2002   | ATP Wenen        | Hardcourt (i) | Jiří Novák             | Joshua Eagle Sandon Stolle      | 4-6, 3-6            | Details |
| 6.                           | 12 januari 2004   | ATP Auckland     | Hardcourt     | Jiří Novák             | Mahesh Bhupathi Fabrice Santoro | 6-4, 5-7, 3-6       | Details |
| 7.                           | 10 oktober 2004   | ATP Lyon         | Tapijt(i)     | Jonas Björkman         | Jonathan Erlich Andy Ram        | 6-7(2), 2-6         | Details |
| 8.                           | 8 januari 2007    | ATP Adelaide     | Hardcourt (i) | Novak Đoković          | Wesley Moodie Todd Perry        | 4-6, 6-3, [13–15]   | Details |
| 9.                           | 4 maart 2007      | ATP Dubai        | Hardcourt     | Mahesh Bhupathi        | Fabrice Santoro Nenad Zimonjić  | 5-7, 7-6(3), [7-10] | Details |
| 10.                          | 8 augustus 2010   | ATP Washington   | Hardcourt     | Tomáš Berdych          | Mardy Fish Mark Knowles         | 6-4, 6-7(7), [7-10] | Details |
| 11.                          | 8 september 2012  | US Open          | Hardcourt     | Leander Paes           | Bob Bryan Mike Bryan            | 3-6, 6-3, 4-6       | Details |
| 12.                          | 7 oktober 2012    | ATP Tokio        | Hardcourt     | Leander Paes           | Alexander Peya Bruno Soares     | 3-6, 6-7(5)         | Details |
| 13.                          | 4 augustus 2013   | ATP Washington   | Hardcourt     | Mardy Fish             | Julien Benneteau Nenad Zimonjić | 6-7(5), 5-7         | Details |
| 14.                          | 31 januari 2016   | Australian Open  | Hardcourt     | Daniel Nestor          | Jamie Murray Bruno Soares       | 6-2, 4-6, 5-7       | Details |

## Prestatietabel
| Legenda | Legenda                          |
| ------- | -------------------------------- |
| g.t.    | geen toernooi gehouden           |
| l.c.    | lagere categorie                 |
| –       | niet deelgenomen                 |
| G       | uitgeschakeld in de groepsfase   |
| 1R      | uitgeschakeld in de eerste ronde |
| 2R      | uitgeschakeld in de tweede ronde |
| 3R      | uitgeschakeld in de derde ronde  |
| 4R      | uitgeschakeld in de vierde ronde |
| KF      | uitgeschakeld in de kwartfinale  |
| HF      | uitgeschakeld in de halve finale |
| F       | de finale verloren               |
| W       | het toernooi gewonnen            |
| w-v     | winst/verlies-balans             |

### Prestatietabel enkelspel
Deze gegevens zijn bijgewerkt tot en met 31 januari 2014
| Toernooi              | 2002              | 2003              | 2004              | 2005              | 2006              | 2007              | 2008              | 2009              | 2010              | 2011              | 2012              | 2013              | 2014              | 2015              | 2016              | Carrière w-v |
| --------------------- | ----------------- | ----------------- | ----------------- | ----------------- | ----------------- | ----------------- | ----------------- | ----------------- | ----------------- | ----------------- | ----------------- | ----------------- | ----------------- | ----------------- | ----------------- | ------------ |
| Grandslamtoernooien   |                   |                   |                   |                   |                   |                   |                   |                   |                   |                   |                   |                   |                   |                   |                   |              |
| Australian Open       | –                 | 3R                | 2R                | 3R                | 2R                | 3R                | 1R                | 3R                | 1R                | 2R                | 1R                | 3R                | 1R                | –                 | 2R                | 14-13        |
| Roland Garros         | –                 | 2R                | 1R                | 3R                | 3R                | 2R                | 4R                | 3R                | –                 | 1R                | 1R                | 1R                | 3R                | 2R                | 1R                | 14-13        |
| Wimbledon             | 3R                | 3R                | 2R                | 2R                | KF                | 1R                | 3R                | 4R                | –                 | 1R                | 3R                | 2R                | 2R                | 1R                | 1R                | 19-14        |
| US Open               | 1R                | 3R                | 1R                | 2R                | –                 | 2R                | 3R                | 4R                | 1R                | 2R                | 1R                | 1R                | 1R                | 1R                |                   | 10-13        |
| Winst-verlies         | 2-2               | 7-4               | 2-4               | 6-4               | 7-3               | 4-4               | 7-4               | 10-4              | 0-2               | 2-4               | 2-4               | 3-4               | 3-4               | 1-3               | 1-3               | 57-53        |
| Tennis Masters Cup    |                   |                   |                   |                   |                   |                   |                   |                   |                   |                   |                   |                   |                   |                   |                   |              |
| ATP World Tour Finals | –                 | –                 | –                 | –                 | –                 | –                 | G                 | –                 | –                 | –                 | –                 | –                 | –                 | –                 |                   | 0-2          |
| ATP Masters 1000      |                   |                   |                   |                   |                   |                   |                   |                   |                   |                   |                   |                   |                   |                   |                   |              |
| Indian Wells          | –                 | 1R                | 1R                | 2R                | 2R                | 2R                | 3R                | 2R                | 2R                | 1R                | 3R                | –                 | 2R                | –                 | –                 | 3-11         |
| Miami                 | –                 | 4R                | 3R                | 4R                | 4R                | 4R                | 4R                | 4R                | –                 | 2R                | 3R                | –                 | 2R                | –                 | –                 | 18-10        |
| Monte Carlo           | –                 | 1R                | 1R                | 2R                | 2R                | 2R                | 1R                | 1R                | –                 | 2R                | 1R                | 1R                | 2R                | –                 | –                 | 5-11         |
| Madrid                | –                 | –                 | –                 | KF                | –                 | 1R                | 2R                | 1R                | –                 | –                 | 2R                | 2R                | 1R                | –                 | 2R                | 6-8          |
| Rome                  | –                 | 3R                | 2R                | KF                | 3R                | 2R                | HF                | 3R                | –                 | –                 | 2R                | 1R                | 2R                | –                 |                   | 17-10        |
| Hamburg               | –                 | 1R                | –                 | 2R                | F                 | 1R                | –                 | Geen Masters 1000 | Geen Masters 1000 | Geen Masters 1000 | Geen Masters 1000 | Geen Masters 1000 | Geen Masters 1000 | Geen Masters 1000 | Geen Masters 1000 | 6-4          |
| Montréal/Toronto      | 3R                | 1R                | –                 | 1R                | –                 | HF                | 1R                | 1R                | 1R                | 1R                | 3R                | 2R                | 1R                | –                 |                   | 9-11         |
| Cincinnati            | –                 | 1R                | –                 | 1R                | –                 | 2R                | 1R                | 3R                | 1R                | 3R                | 3R                | 2R                | 1R                | –                 |                   | 8-10         |
| Shanghai              | Geen Masters 1000 | Geen Masters 1000 | Geen Masters 1000 | Geen Masters 1000 | Geen Masters 1000 | Geen Masters 1000 | Geen Masters 1000 | KF                | 1R                | 2R                | KF                | –                 | –                 | –                 |                   | 7-4          |
| Parijs                | 2R                | 1R                | F                 | HF                | –                 | –                 | 2R                | HF                | 3R                | 1R                | –                 | –                 | –                 | –                 |                   | 15-8         |
| Statistieken          |                   |                   |                   |                   |                   |                   |                   |                   |                   |                   |                   |                   |                   |                   |                   |              |
| Totaal aantal titels  | 0                 | 0                 | 0                 | 1                 | 0                 | 1                 | 0                 | 2                 | 0                 | 1                 | 0                 | 0                 | 0                 | 0                 | 0                 | 5            |
| Totaal winst-verlies  | 17-14             | 27-25             | 30-27             | 45-26             | 30-15             | 27-22             | 33-23             | 47-21             | 18-16             | 31-24             | 24-27             | 16-17             | 17-18             | 7-10              | 7-6               | 378-296      |
| Eindejaarsranking     | 63                | 46                | 33                | 20                | 19                | 29                | 26                | 12                | 62                | 28                | 31                | 44                | 68                | 197               |                   | n.v.t.       |

### Prestatietabel grand slam, dubbelspel
| Grandslamtoernooien   |      |      |               |               |               |       |               |               |               |      |               |               |               |       |               |               |               |       |         |
| Australian Open       | –    | –    | –             | 3R            | 2R            | 3R    | –             | –             | KF            | –    | –             | –             | –             | W     | 1R            | KF            | –             | F     | 22-7    |
| Roland Garros         | 1R   | –    | 2R            | 1R            | 1R            | –     | –             | –             | HF            | –    | –             | –             | –             | –     | 1R            | –             | –             | 3R    | 7-7     |
| Wimbledon             | 1R   | –    | 1R            | 2R            | 2R            | 3R    | –             | –             | –             | –    | –             | –             | –             | 3R    | HF            | HF            | 1R            | 3R    | 16-9    |
| US Open               | –    | –    | 1R            | F             | 2R            | 1R    | 1R            | –             | –             | –    | –             | –             | 1R            | F     | W             | 3R            | 3R            |       | 21-8    |
| Winst-verlies         | 0-2  | 0-0  | 1-3           | 8-4           | 3-4           | 4-3   | 0-1           | 0-0           | 7-2           | 0-0  | 0-0           | 0-0           | 0-1           | 13-2  | 10-3          | 9-3           | 2-2           | 9-3   | 66-31   |
| Tennis Masters Cup    |      |      |               |               |               |       |               |               |               |      |               |               |               |       |               |               |               |       |         |
| ATP World Tour Finals | –    | –    |               | –             | –             | –     | –             | –             | –             | –    | –             | –             | –             | HF    | G             | –             | –             |       | 4-3     |
| ATP Masters 1000      |      |      |               |               |               |       |               |               |               |      |               |               |               |       |               |               |               |       |         |
| Indian Wells          | –    | –    | –             | 1R            | 1R            | 1R    | 1R            | 1R            | 1R            | 2R   | 2R            | 1R            | –             | KF    | –             | KF            | –             | 2R    | 7-12    |
| Miami                 | –    | –    | –             | 2R            | –             | 1R    | –             | KF            | 1R            | –    | –             | –             | –             | W     | –             | 1R            | –             | 1R    | 6-6     |
| Monte Carlo           | –    | –    | –             | 1R            | 2R            | 1R    | KF            | HF            | 2R            | 2R   | –             | –             | –             | KF    | 2R            | 2R            | –             | 2R    | 12-11   |
| Madrid                | l.c. | l.c. | l.c.          | 2R            | –             | –     | –             | –             | –             | –    | –             | –             | –             | KF    | KF            | –             | –             | 1R    | 3-4     |
| Hamburg               | –    | –    | –             | HF            | 1R            | –     | –             | –             | 2R            | –    | l.c.          | l.c.          | l.c.          | l.c.  | l.c.          | l.c.          | l.c.          | l.c.  | 4-3     |
| Rome                  | –    | –    | –             | HF            | 1R            | –     | 2R            | 2R            | 1R            | –    | –             | –             | –             | 2R    | KF            | KF            | –             | 1R    | 9-7     |
| Montréal/Toronto      | –    | –    | –             | 2R            | 1R            | –     | –             | –             | –             | –    | 2R            | 2R            | –             | –     | 2R            | 2R            | –             |       | 43-25   |
| Cincinnati            | –    | –    | –             | HF            | –             | –     | –             | –             | –             | 2R   | 1R            | 2R            | KF            | 2R    | KF            | 2R            | –             |       | 8-6     |
| Stuttgart             | –    | –    | –             | l.c.          | l.c.          | l.c.  | l.c.          | l.c.          | l.c.          | l.c. | l.c.          | l.c.          | l.c.          | l.c.  | l.c.          | l.c.          | l.c.          | l.c.  | 0-0     |
| Shanghai              | l.c. | l.c. | l.c.          | l.c.          | l.c.          | l.c.  | l.c.          | l.c.          | l.c.          | l.c. | 1R            | 2R            | 1R            | W     | –             | –             | –             |       | 5-3     |
| Parijs                | –    | –    | –             | 1R            | –             | –     | –             | –             | –             | 1R   | –             | –             | –             | –     | –             | –             | HF            |       | 3-3     |
| Olympische Spelen     |      |      |               |               |               |       |               |               |               |      |               |               |               |       |               |               |               |       |         |
| Olympische Spelen     | gt   | –    | geen toernooi | geen toernooi | geen toernooi | –     | geen toernooi | geen toernooi | geen toernooi | 1R   | geen toernooi | geen toernooi | geen toernooi | 2R    | geen toernooi | geen toernooi | geen toernooi |       | 1-2     |
| Statistieken          |      |      |               |               |               |       |               |               |               |      |               |               |               |       |               |               |               |       |         |
| Totaal aantal titels  | 1    | 0    | 3             | 1             | 1             | 3     | 2             | 1             | 0             | 0    | 1             | 0             | 0             | 3     | 1             | 0             | 1             | 0     | 18      |
| Totaal winst-verlies  | 4-4  | 0-0  | 26-11         | 31-25         | 14-13         | 30-16 | 20-11         | 11-7          | 20-12         | 6-7  | 10-7          | 10-8          | 14-11         | 42-11 | 24-14         | 19-11         | 13-8          | 12-11 | 306-187 |
| Eindejaarsranking     | 155  | 254  | 38            | 17            | 86            | 33    | 48            | 72            | 36            | 339  | 93            | 92            | 109           | 4     | 9             | 33            | 81            |       |         |